# Kurt Brasack
Kurt Brasack (Schönebeck, 6 aprile 1892 – Amburgo, 28 settembre 1978) è stato un generale tedesco, comandante delle Waffen-SS durante la seconda guerra mondiale.

## Biografia
Brasack nacque a Schönebeck nel 1892. Entrò nello NSDAP il 1º luglio 1930 (nº 267.498) e nelle Waffen-SS nell'ottobre 1931 (nº 8.216). Comandò la 91ª SS-Standarte dal maggio 1934 al gennaio 1937. Fu promosso SS-Oberführer nel 1938 e fu addestrato come ufficiale di artiglieria.
Nel gennaio 1942 fu comandante di reggimento della 5. SS-Panzer-Division Wiking. Nel marzo 1943, succedette a Herbert-Ernst Vahl come SS-Standartenführer, per un breve periodo come comandante di divisione della 2. SS-Panzer-Division "Das Reich" fino a quando fu sostituito da Walter Krüger. Rimase nella divisione fino al giugno 1943. Brasack terminò la guerra come comandante di artiglieria nel IV SS-Panzerkorps e nel VII SS-Panzerkorps.
Morì ad Amburgo nel 1978.